# Abraham Moles
Abraham Moles (1920-1992) foi um engenheiro elétrico e engenheiro acústico francês, além de doutor em física e filosofia. Também foi professor de sociologia, psicologia, comunicação, design na "Hochschule für Gestaltung d'Ulm" e nas universidades de Estrasburgo, San Diego, México e Compiègne.
Ele foi o fundador do Instituto de Psicologia da Comunicação Social, em ULP, conhecido como Escola de Estrasburgo pelos alunos universitários de todo o mundo, hoje reunidos na Association Internationale de Micropsychologie et de Psychologie Sociale des Communications.

## Livros
- Physique et technique du bruit, Paris, Dunod, 1952
- La Création scientifique, Genève, Kister, 1957
- Musiques expérimentales, Zurich, Cercle d'art, 1961
- Communications et langages, (en collaboration avec B. Vallancien), Paris, Gauthier-Villars, 1963
- Phonétique et phonation, (en collaboration avec B. Vallancien) Paris, Masson, 1966
- L'affiche dans la société urbaine, Paris, Dunod, 1969
- Créativité et méthodes d'innovation, Paris, Fayard, 1970
- Arte e computador (1990), Portugal: Ed. Afrontamento, Coleção Grande Angular 3 / Art et ordinateur, Paris, Casterman, 1971
- Teoria dos objetos (1981), Rio de Janeiro: Ed. Tempo Brasileiro, Coleção Biblioteca do Tempo Universitário / Théorie des objets, Paris, Ed. Universitaires, 1972
- Psychologie de l'espace, (En collaboration avec Élisabeth Rohmer), Paris, Casterman, 1972
- Teoria da informação e percepção estética (1978), Rio de Janeiro: Ed. Tempo Brasileiro, Coleção Biblioteca Tempo Universitário; Brasília, Ed. UNB / Théorie de l'information et perception esthétique, Paris, Denoël, 1973
- Sociodinâmica da cultura, Ed. Perspetciva, Coleção Estudos, volume 15 / Sociodynamique de la culture, Paris, Mouton, 1973
- La Communication, Paris, Marabout, 1973
- Micropsychologie et vie quotidienne, (En collaboration avec Élisabeth Rohmer), Paris, Denoël, 1976
- O kitsch (1998), Ed. Perspectiva, Coleção Debates, volume 68, Tradução Sergio Miceli / Psychologie du kitsch, Paris, Ed. Denoël, 1977
- Théorie des actes, (En collaboration avec Élisabeth Rohmer), Paris, Casterman, 1977
- L'image, communication fonctionnelle, Paris, Casterman, 1981
- Labyrinthes du vécu, Paris, Klincksieck, 1982
- Théorie structurale de la communication et société, Paris, Masson, 1986
- As ciências do impreciso (1995), Ed. Civilização Brasileira / Les sciences de l'imprécis, (En collaboration avec Élisabeth Rohmer), Paris, Ed. Seuil, 1990
- Psychosociologie de l'espace, (En collaboration avec Élisabeth Rohmer), textes rassemblés, mis en forme et présentés par Victor Schwach, Paris, L'Harmattan, 1998